# North American Soccer League 2017
Navigation
Édition précédente Édition suivante
La North American Soccer League 2017 est la 7e saison de la North American Soccer League, le championnat professionnel de soccer d'Amérique du Nord de deuxième division. Elle est composée de huit équipes (6 des États-Unis, 1 du Canada et 1 de Porto Rico).

## Contexte
Après la saison 2016, cinq équipes quittent la ligue. Les Strikers de Fort Lauderdale et le Rayo OKC cessent leurs activités, tandis que Minnesota United rejoint la Major League Soccer. Puis le 25 octobre 2016, le Fury d'Ottawa et les Rowdies de Tampa Bay annoncent leur départ de la NASL afin de rejoindre la United Soccer League. 
Le 29 mars 2016, la ligue annonce l'arrivée d'une nouvelle franchise basée à San Francisco, dans l'État de Californie, les Deltas de San Francisco.  
En préparation de la saison 2017, les RailHawks de la Caroline deviennent le North Carolina FC le 6 décembre 2016.

## Les huit franchises participantes

### Carte
| \| North Carolina Edmonton Deltas Cosmos Puerto Rico Eleven Armada Miami \| Localisation des clubs de la NASL en 2017 |
| North Carolina Edmonton Deltas Cosmos Puerto Rico Eleven Armada Miami                                                 |

### Entraîneurs, stades et capitaines
| Équipe                  | Entraîneur        | Stade                       | Capacité | Capitaine        |
| ----------------------- | ----------------- | --------------------------- | -------- | ---------------- |
| FC Edmonton             | Colin Miller      | Clarke Stadium              | 5 000    | Albert Watson    |
| Eleven d'Indy           | Tim Hankinson     | Michael A. Carroll Stadium  | 12 111   | Colin Falvey     |
| Armada de Jacksonville  | Mark Lowry        | Hodges Stadium              | 12 000   | Aaron Pitchkolan |
| Miami FC                | Alessandro Nesta  | FIU Stadium                 | 20 000   | Jonathan Borrajo |
| Cosmos de New York      | Giovanni Savarese | MCU Park                    | 7 000    | Carlos Mendes    |
| North Carolina FC       | Colin Clarke      | Sahlen’s Stadium            | 10 000   | Nazmi Albadawi   |
| Puerto Rico FC          | Marco Vélez       | Estadio Juan Ramón Loubriel | 22 000   | Cristiano        |
| Deltas de San Francisco | Marc Dos Santos   | Kezar Stadium               | 10 000   | Nana Attakora    |

### Changements d'entraîneurs
| Équipe         | Entraîneur sortant    | Motif            | Date de départ | Entraîneur entrant    | Date d'arrivée |
| -------------- | --------------------- | ---------------- | -------------- | --------------------- | -------------- |
| Puerto Rico FC | Adrian Whitbread      | Limogé           | 18 mai 2017    | Marco Vélez (intérim) | 19 mai 2017    |
| Puerto Rico FC | Marco Vélez (intérim) | Fin de l'intérim | 2 août 2017    | Marco Vélez           | 2 août 2017    |

## Championnat printanier

### Classement
| Rang | Équipe                  | Pts | J  | G  | N | P  | Bp | Bc | Diff |
| ---- | ----------------------- | --- | -- | -- | - | -- | -- | -- | ---- |
| 1    | Miami FC                | 36  | 16 | 11 | 3 | 2  | 33 | 11 | +22  |
| 2    | Deltas de San Francisco | 26  | 16 | 7  | 5 | 4  | 17 | 20 | -3   |
| 3    | Cosmos de New York T    | 24  | 16 | 6  | 6 | 4  | 22 | 21 | +1   |
| 4    | Armada de Jacksonville  | 24  | 16 | 6  | 6 | 4  | 17 | 16 | +1   |
| 5    | North Carolina FC       | 21  | 16 | 6  | 3 | 7  | 21 | 22 | -1   |
| 6    | Eleven d'Indy           | 20  | 16 | 4  | 8 | 4  | 21 | 22 | -1   |
| 7    | FC Edmonton             | 13  | 16 | 4  | 1 | 11 | 11 | 21 | -10  |
| 8    | Puerto Rico FC          | 9   | 16 | 1  | 6 | 9  | 19 | 28 | -9   |

## Championnat d'automne

### Classement
| Rang | Équipe                  | Pts | J  | G  | N | P | Bp | Bc | Diff |
| ---- | ----------------------- | --- | -- | -- | - | - | -- | -- | ---- |
| 1    | Miami FC                | 33  | 16 | 10 | 3 | 3 | 28 | 17 | +11  |
| 2    | Deltas de San Francisco | 28  | 16 | 7  | 7 | 2 | 24 | 15 | +9   |
| 3    | North Carolina FC       | 24  | 16 | 5  | 9 | 2 | 25 | 15 | +10  |
| 4    | Cosmos de New York      | 21  | 16 | 4  | 9 | 3 | 34 | 30 | +4   |
| 5    | Armada de Jacksonville  | 19  | 16 | 4  | 7 | 5 | 21 | 22 | -1   |
| 6    | Puerto Rico FC          | 16  | 16 | 4  | 4 | 8 | 13 | 23 | -10  |
| 7    | FC Edmonton             | 14  | 16 | 3  | 5 | 8 | 14 | 21 | -7   |
| 8    | Eleven d'Indy           | 13  | 16 | 3  | 4 | 9 | 18 | 34 | -16  |

## The Championship
The Championship, culminant avec le Soccer Bowl 2017, met aux prises les vainqueurs des deux volets de la saison - printemps et automne - accueillant les deux meilleures équipes sur l'ensemble de la saison. Les deux équipes s'imposant accèdent à la finale du championnat, le Soccer Bowl 2017.

### Classement combiné
| Rang | Équipe                  | Pts | J  | G  | N  | P  | Bp | Bc | Diff |
| ---- | ----------------------- | --- | -- | -- | -- | -- | -- | -- | ---- |
| 1    | Miami FC                | 69  | 32 | 21 | 6  | 5  | 61 | 28 | +33  |
| 2    | Deltas de San Francisco | 54  | 32 | 14 | 12 | 6  | 41 | 35 | +6   |
| 3    | North Carolina FC       | 45  | 32 | 11 | 12 | 9  | 46 | 37 | +9   |
| 4    | Cosmos de New York      | 45  | 32 | 10 | 15 | 7  | 56 | 55 | +1   |
| 5    | Armada de Jacksonville  | 43  | 32 | 10 | 13 | 9  | 38 | 38 | 0    |
| 6    | Eleven d'Indy           | 33  | 32 | 7  | 12 | 13 | 39 | 56 | -17  |
| 7    | FC Edmonton             | 27  | 32 | 7  | 6  | 19 | 25 | 42 | -17  |
| 8    | Puerto Rico FC          | 24  | 32 | 5  | 10 | 17 | 32 | 51 | -19  |

- Franchise ayant remporté les deux championnats et le North American Supporters' Trophy
- Franchise qualifiée pour les séries éliminatoires

### The Championship
| 5 novembre 2017 | Miami FC                                                       | 0 - 0 a. p.       | Cosmos de New York                                                   | FIU Stadium, Miami                                 |                                                    |
| 17h00 EDT       |                                                                | (0 - 0)           |                                                                      | Spectateurs : 7 115 Arbitrage : Marcos de Oliveira | Spectateurs : 7 115 Arbitrage : Marcos de Oliveira |
| 17h00 EDT       | Rapport                                                        |                   |                                                                      | Spectateurs : 7 115 Arbitrage : Marcos de Oliveira | Spectateurs : 7 115 Arbitrage : Marcos de Oliveira |
| 17h00 EDT       | Michel · Poku · Martínez · Chavez · Pinho · Freeman · Trafford | Tirs au but 5 - 6 | Ayoze · Szetela · Calvillo · Vranjicán · Guerra · Mkosana · Starikov | Spectateurs : 7 115 Arbitrage : Marcos de Oliveira | Spectateurs : 7 115 Arbitrage : Marcos de Oliveira |

| 5 novembre 2017 | Deltas de San Francisco | 1 - 0   | North Carolina FC | Kezar Stadium, San Francisco                   |                                                |
| 20h00 PDT       | Gibson 40e              | (1 - 0) |                   | Spectateurs : 3 586 Arbitrage : Alex Chilowicz | Spectateurs : 3 586 Arbitrage : Alex Chilowicz |
| 20h00 PDT       | Rapport                 |         |                   | Spectateurs : 3 586 Arbitrage : Alex Chilowicz | Spectateurs : 3 586 Arbitrage : Alex Chilowicz |

### Soccer Bowl 2017
| 12 novembre 2017 | Deltas de San Francisco            | 2 - 0   | Cosmos de New York | Kezar Stadium, San Francisco                   |                                                |
| 20h00 PDT        | Heinemann 19e (pen.)Sandoval 90+5e | (1 - 0) |                    | Spectateurs : 9 691 Arbitrage : Rubiel Vazquez | Spectateurs : 9 691 Arbitrage : Rubiel Vazquez |
| 20h00 PDT        | Rapport                            |         |                    | Spectateurs : 9 691 Arbitrage : Rubiel Vazquez | Spectateurs : 9 691 Arbitrage : Rubiel Vazquez |

## Statistiques individuelles
| Rang | Joueur            | Club                    | Buts |
| ---- | ----------------- | ----------------------- | ---- |
| 1    | Stefano Pinho     | Miami FC                | 17   |
| 2    | Vincenzo Rennella | Miami FC                | 11   |
| 2    | Éamon Zayed       | Eleven d'Indy           | 11   |
| 3    | Jaime Chavez      | Miami FC                | 10   |
| 3    | Emmanuel Ledesma  | Cosmos de New York      | 10   |
| 6    | Jack Blake        | Armada de Jacksonville  | 9    |
| 6    | Tom Heinemann     | Deltas de San Francisco | 9    |
| 8    | Lance Laing       | North Carolina FC       | 8    |
| 8    | Dylan Mares       | Miami FC                | 8    |
| 8    | Zach Steinberger  | Armada de Jacksonville  | 8    |

| Rang | Joueur            | Club               | Passes |
| ---- | ----------------- | ------------------ | ------ |
| 1    | Jaime Chavez      | Miami FC           | 9      |
| 2    | Andrés Flores     | Cosmos de New York | 8      |
| 3    | Emmanuel Ledesma  | Cosmos de New York | 6      |
| 4    | Justin Braun      | Eleven d'Indy      | 5      |
| 4    | Ayoze             | Cosmos de New York | 5      |
| 4    | Giuseppe Gentile  | Puerto Rico FC     | 5      |
| 4    | Dylan Mares       | Miami FC           | 5      |
| 4    | Ariel Martínez    | Miami FC           | 5      |
| 4    | Vincenzo Rennella | Miami FC           | 5      |
| 4    | Blake Smith       | Miami FC           | 5      |

## Récompenses individuelles

### Récompenses annuelles
| Trophée                       | Joueur            | Club                    |
| ----------------------------- | ----------------- | ----------------------- |
| Meilleur joueur               | Stefano Pinho     | Miami FC                |
| Meilleur buteur               | Stefano Pinho     | Miami FC                |
| Meilleur gardien              | Mario Daniel Vega | Miami FC                |
| Meilleur entraîneur           | Marc Dos Santos   | Deltas de San Francisco |
| Meilleur jeune joueur         | Jack Blake        | Armada de Jacksonville  |
| Meilleur but                  | Zach Steinberger  | Armada de Jacksonville  |
| Trophée du fair-play (équipe) |                   | North Carolina FC       |
| Action humanitaire de l'année | Austin da Luz     | North Carolina FC       |

### Équipes type
|            |                   |                         |                                    |  |  |  |  |  |
| Poste      | Joueurs           | Club                    | Bilan clubs                        |  |  |  |  |  |
|            |                   |                         |                                    |  |  |  |  |  |
|            |                   |                         |                                    |  |  |  |  |  |
| Gardien    | Mario Daniel Vega | Miami FC                | Miami FC : 6 joueurs               |  |  |  |  |  |
| Défenseurs | Reiner            | Deltas de San Francisco | Miami FC : 6 joueurs               |  |  |  |  |  |
| Défenseurs | Mason Trafford    | Miami FC                | Miami FC : 6 joueurs               |  |  |  |  |  |
| Défenseurs | Mechack Jérôme    | Armada de Jacksonville  | Miami FC : 6 joueurs               |  |  |  |  |  |
| Défenseurs | Connor Tobin      | North Carolina FC       | Miami FC : 6 joueurs               |  |  |  |  |  |
| Milieux    | Emmanuel Ledesma  | Cosmos de New York      | Miami FC : 6 joueurs               |  |  |  |  |  |
| Milieux    | Nazmi Albadawi    | North Carolina FC       | North Carolina FC : 2 joueurs      |  |  |  |  |  |
| Milieux    | Richie Ryan       | Miami FC                | North Carolina FC : 2 joueurs      |  |  |  |  |  |
| Milieux    | Dylan Mares       | Miami FC                | Armada de Jacksonville : 1 joueur  |  |  |  |  |  |
| Attaquants | Vincenzo Rennella | Miami FC                | Cosmos de New York : 1 joueur      |  |  |  |  |  |
| Attaquants | Stefano Pinho     | Miami FC                | Deltas de San Francisco : 1 joueur |  |  |  |  |  |
|            |                   |                         |                                    |  |  |  |  |  |

### Récompenses mensuelles

#### Joueur du mois
| Mois      | Joueur du mois    | Joueur du mois         | But ou Arrêt du mois | But ou Arrêt du mois    |
| Mois      | Joueur            | Équipe                 | Joueur               | Équipe                  |
| --------- | ----------------- | ---------------------- | -------------------- | ----------------------- |
| Avril     | Justin Braun      | Eleven d'Indy          | Ben Speas            | Eleven d'Indy           |
| Mai       | Zach Steinberger  | Armada de Jacksonville | Giuseppe Gentile     | Puerto Rico FC          |
| Juin      | Vincenzo Rennella | Miami FC               | Cristian Portilla    | Deltas de San Francisco |
| Juillet   | Eric Calvillo     | Cosmos de New York     | Ariel Martínez       | Miami FC                |
| Août      | Jack Blake        | Armada de Jacksonville | Nemanja Vuković      | Eleven d'Indy           |
| Septembre | Jaime Chavez      | Miami FC               | Éamon Zayed          | Eleven d'Indy           |
| Octobre   | Emmanuel Ledesma  | Cosmos de New York     | Nazmi Albadawi       | North Carolina FC       |

### Récompenses hebdomadaires

#### Joueur de la semaine
| Semaine    | Joueur de la semaine | Joueur de la semaine    | But ou Arrêt de la semaine | But ou Arrêt de la semaine |
| Semaine    | Joueur               | Équipe                  | Joueur                     | Équipe                     |
| ---------- | -------------------- | ----------------------- | -------------------------- | -------------------------- |
| Semaine 1  | Kyle Bekker          | Deltas de San Francisco | Romuald Peiser             | Deltas de San Francisco    |
| Semaine 2  | Justin Braun         | Eleven d'Indy           | Ben Speas                  | Eleven d'Indy              |
| Semaine 3  | Tom Heinemann        | Deltas de San Francisco | Pablo Dyego                | Deltas de San Francisco    |
| Semaine 4  | Matthew Fondy        | North Carolina FC       | Lance Laing                | North Carolina FC          |
| Semaine 5  | Brian Sylvestre      | North Carolina FC       | J. C. Banks                | Armada de Jacksonville     |
| Semaine 6  | Kwadwo Poku          | Miami FC                | Emmanuel Ledesma           | Cosmos de New York         |
| Semaine 7  | Cristian Portilla    | Deltas de San Francisco | Zach Steinberger           | Armada de Jacksonville     |
| Semaine 8  | Lance Laing          | North Carolina FC       | Giuseppe Gentile           | Puerto Rico FC             |
| Semaine 9  | Zach Steinberger     | Armada de Jacksonville  | Billy Schuler              | North Carolina FC          |
| Semaine 10 | Zach Steinberger     | Armada de Jacksonville  | Ty Shipalane               | North Carolina FC          |
| Semaine 11 | Giuseppe Gentile     | Puerto Rico FC          | Cristian Portilla          | Deltas de San Francisco    |
| Semaine 12 | Kyle Bekker          | Deltas de San Francisco | Billy Schuler              | North Carolina FC          |
| Semaine 13 | Vincenzo Rennella    | Miami FC                | Emmanuel Ledesma           | Cosmos de New York         |
| Semaine 14 | Jon Busch            | Eleven d'Indy           | Nathan Ingham              | FC Edmonton                |
| Semaine 15 | Tom Heinemann        | Deltas de San Francisco | Billy Schuler              | North Carolina FC          |
| Semaine 16 | Stefano Pinho        | Miami FC                | Ariel Martínez             | Miami FC                   |
| Semaine 17 | Nemanja Vuković      | Eleven d'Indy           | Craig Henderson            | Eleven d'Indy              |
| Semaine 18 | Eric Calvillo        | Cosmos de New York      | Kobi Moyal                 | Cosmos de New York         |
| Semaine 19 | Papé Diakité         | FC Edmonton             | Nemanja Vuković            | Eleven d'Indy              |
| Semaine 20 | Stefano Pinho        | Miami FC                | Emmanuel Ledesma           | Cosmos de New York         |
| Semaine 21 | Gerardo Torrado      | Eleven d'Indy           | Tony Taylor                | Armada de Jacksonville     |
| Semaine 22 | Jack Blake           | Armada de Jacksonville  | Tomi Ameobi                | FC Edmonton                |
| Semaine 23 | Pablo Dyego          | Deltas de San Francisco | Jaime Chavez               | Miami FC                   |
| Semaine 24 | Jaime Chavez         | Miami FC                | Nazmi Albadawi             | North Carolina FC          |
| Semaine 25 | Ciarán Kilduff       | Armada de Jacksonville  | Éamon Zayed                | Eleven d'Indy              |
| Semaine 26 | Devon Sandoval       | Deltas de San Francisco | Dustin Corea               | FC Edmonton                |
| Semaine 27 | Renan Gorne          | North Carolina FC       | Nazmi Albadawi             | North Carolina FC          |
| Semaine 28 | Éamon Zayed          | Eleven d'Indy           | Don Smart                  | Eleven d'Indy              |
| Semaine 29 | Bryan Burke          | Deltas de San Francisco | Stefano Pinho              | Miami FC                   |
| Semaine 30 | Jack Blake           | Armada de Jacksonville  | Eugene Starikov            | Cosmos de New York         |
| Semaine 31 | Emmanuel Ledesma     | Cosmos de New York      | Emmanuel Ledesma           | Cosmos de New York         |